# Davistown
Davistown är en del av en befolkad plats i Australien. Den ligger i kommunen Gosford Shire och delstaten New South Wales, i den sydöstra delen av landet, omkring 44 kilometer norr om delstatshuvudstaden Sydney.
Trakten är tätbefolkad. Närmaste större samhälle är Umina, nära Davistown. Genomsnittlig årsnederbörd är 1 380 millimeter. Den regnigaste månaden är februari, med i genomsnitt 200 mm nederbörd, och den torraste är juli, med 36 mm nederbörd.